# Puchar Interkontynentalny w Lekkoatletyce 2010 – bieg na 400 m mężczyzn
Bieg na 400 metrów mężczyzn – jedna z konkurencji rozegranych podczas pucharu interkontynentalnego w Splicie. Sprinterzy rywalizowali 4 września – pierwszego dnia zawodów.

## Rezultaty
| Poz. | Zawodnik                | Reprezentacja  | Czas     |
| ---- | ----------------------- | -------------- | -------- |
| 1.   | Jeremy Wariner          | Ameryka        | 44.22 CR |
| 2.   | Ricardo Chambers        | Ameryka        | 44.59    |
| 3.   | Michael Bingham         | Europa         | 44.84 SB |
| 4.   | Kévin Borlée            | Europa         | 45.01 SB |
| 5.   | Rabah Yousif            | Afryka         | 45.45    |
| 6.   | Ben Offereins           | Azja i Oceania | 45.94    |
| 7.   | Yūzō Kanemaru           | Azja i Oceania | 45.95    |
| 8.   | Mohamed Ashour Khawajah | Afryka         | 45.99    |